# Eisstadion Biel
L'Eisstadion Biel, detto anche Stade de Glace, è un palazzetto per l'hockey su ghiaccio situato a Bienne, in Svizzera, che ospita le partite casalinghe della squadra locale, l'EHC Biel.
Costruita nel 1973, ha raggiunto il picco massimo di spettatori nel 1975 con 9 411 tifosi presenti, mentre attualmente il limite è di circa 7 000 posti a sedere.